# Buda, Noua Suliță
Buda (în ucraineană Буда, transliterat Buda, în rusă Буда și în germană Buda) este un sat în raionul Noua Suliță din regiunea Cernăuți (Ucraina), depinzând administrativ de comuna Mahala. Are 1,452 locuitori, preponderent  români.
Satul este situat la o altitudine de 185 metri, în partea de vest a raionului Noua Suliță.

## Istorie
Localitatea Buda a făcut parte încă de la înființare din regiunea istorică Bucovina a Principatului Moldovei. În ianuarie 1775, ca urmare a atitudinii de neutralitate pe care a avut-o în timpul conflictului militar dintre Turcia și Rusia (1768-1774), Imperiul Habsburgic (Austria de astăzi) a primit o parte din teritoriul Moldovei, teritoriu cunoscut sub denumirea de Bucovina. După anexarea Bucovinei de către Imperiul Habsburgic în anul 1775, localitatea Buda a făcut parte din Ducatul Bucovinei, guvernat de către austrieci, făcând parte din districtul Sadagura (în germană Sadagora).
După Unirea Bucovinei cu România la 28 noiembrie 1918, satul Buda a făcut parte din componența României, în Plasa Prutului a județului Cernăuți. Pe atunci, populația era formată aproape în totalitate din români.
Ca urmare a Pactului expansionist Ribbentrop-Molotov (1939), Bucovina de Nord a fost anexată de către URSS la 28 iunie 1940, reintrând în componența României în perioada 1941-1944. Apoi, Bucovina de Nord a fost reocupată de către URSS în anul 1944 și integrată în componența republicii sovietice RSS Ucraineană.
Începând din anul 1991, satul Buda face parte din raionul Noua Suliță al regiunii Cernăuți din cadrul Ucrainei independente. Conform recensământului din 1989, numărul locuitorilor care s-au declarat români plus moldoveni era de 1.168 (8+1.160), reprezentând 90,33% din populație . În prezent, satul are 1.452 locuitori, preponderent români.

## Demografie
Componența lingvistică a localității Buda
     Română (84,99%)
     Ucraineană (14,19%)
     Alte limbi (0,76%)
Conform recensământului din 2001, majoritatea populației localității Buda era vorbitoare de română (84,99%), existând în minoritate și vorbitori de ucraineană (14,19%).
1989: 1.293 (recensământ)
2007: 1.452 (estimare)

### Recensământul din 1930
Componența etnică a comunei Buda (județul Cernăuți)
     Români (96,37%)
     Germani (1,72%)
     Polonezi (1,29%)
     Altă etnie (0,62%)
Componența confesională a comunei Buda
     Ortodocși (96,54%)
     Romano-catolici (2,15%)
     Altă religie (1,31%)
Conform recensământului efectuat în 1930, populația comunei Buda se ridica la 1.158 locuitori. Majoritatea locuitorilor erau români (96,37%), cu o minoritate de germani (1,72%) și una de polonezi (1,29%). Alte persoane s-au declarat: ruși (2 persoane) și evrei (5 persoane). Din punct de vedere confesional, majoritatea locuitorilor erau ortodocși (96,54%), dar existau și romano-catolici (2,15%). Alte persoane au declarat: evanghelici/luterani (8 persoane), mozaici (5 persoane) și adventiști (2 persoane).